# جاسمین هاسل
جاسمین هاسل (انگلیسی: Jasmine Hassell؛ زادهٔ ۹ آوریل ۱۹۹۱) بازیکن بسکتبال اهل ایالات متحده آمریکا است.